# Artesanos (película)
Artesanos es una película española del año 2011.

## Sinopsis
Los artesanos de la medina de Marrakech conversan sobre la pérdida de valores y de la forma de vida tradicional, mientras los turistas pasan ajenos a su realidad. Los productos “made in China” y la multiplicación de objetos de plástico les impiden ganar lo suficiente para vivir de su artesanía.